# Ian MacFarlane
Ian MacFarlane (Lanark, 26 gennaio 1933 – 17 giugno 2019) è stato un allenatore di calcio e calciatore scozzese, di ruolo difensore.

## Caratteristiche tecniche
Era un terzino.

## Carriera

### Giocatore
Esordisce tra i professionisti nella stagione 1955-1956, all'età di 22 anni, con l'Aberdeen, con cui disputa 16 partite nella prima divisione scozzese. Nell'estate del 1956 si trasferisce al Chelsea, club della prima divisione inglese: rimane in squadra per due stagioni consecutive, giocando in totale 40 partite di campionato con il club, per poi trasferirsi al Leicester City, con la cui maglia nella stagione 1958-1959 gioca un'ulteriore partita in questa categoria. Chiude infine la carriera con i semiprofessionisti del Bath City.

### Allenatore
Dal 1º gennaio 1970 al 1º giugno 1972 ha allenato il Carlisle Utd, in seconda divisione. Nella stagione 1975-1976 ha lavorato come vice al Manchester City, in prima divisione; nella stagione successiva è stato invece allenatore ad interim del Sunderland, in prima divisione (2 vittorie, un pareggio e 4 sconfitte in 7 partite alla guida del club), terminando poi la stagione come vice, ruolo che già aveva ricoperto per un periodo prima di diventare allenatore ad interim.
Dal 1977 al 1982 ha invece lavorato come vice di Frank McLintock prima e di Jock Wallace poi al Leicester City, restando anche in carica nel 1978 come allenatore ad interim per un breve periodo (5 partite: una vittoria e 4 sconfitte) nel passaggio di consegne tra i due allenatori in questione. In seguito, nel 1984 ha allenato i semiprofessionisti dello Yeovil Town.

## Palmarès

### Giocatore

#### Competizioni nazionali
- Southern Football League: 1

Bath City: 1959-1960

#### Competizioni regionali
- Somerset Premier Cup: 1

Bath City: 1959-1960